# Molí d'en Vinyals
El Molí d'en Vinyals és una obra de Flaçà (Gironès) inclosa a l'Inventari del Patrimoni Arquitectònic de Catalunya.

## Descripció
Inicialment hi havia un molí de planta rectangular acabat en forma absidal pel costat de la séquia. Les parets són fetes amb pedra de riu morterada i la coberta és de teula a dues vessants. També hi ha un arc de mig punt fet amb carreus de pedra en un cos d'una sola planta adossat a la façana principal.
Posteriorment, al segle xix, s'hi annexionà una nau de planta rectangular, coberta de teula a dues vessants i una torre de planta quadrada, amb terrat i col·locada sobre l'antiga edificació parcialment. L'estructura d'aquesta part més nova està formada per dues parets de càrrega que suporten els cavalls de fusta de la coberta. Les façanes exteriors estan arrebossades i les obertures estan fetes amb arcs rebaixats de rajol massís.

## Història
Aquest edifici fou inicialment un molí, al qual se li va afegir un edifici que primer es va destinar a graner del molí i després s'hi instal·laren les serres de la empresa Werheim, que utilitzava l'aigua com a força motriu. En aquesta nau s'hi elaboraven les peces de fusta que necessitaven les màquines de cosir d'aquesta coneguda marca. Després aquesta nau fou llogada al Sr. Masuet de Maigrat de Mar. Posteriorment Miquel Arpa hi va instal·lar les seves serres i més tard la va ocupar el Sr. Pere Venal.
L'edifici del segle xix segueix clarament la tipologia de les edificacions industrials de l'època, amb façanes planes, obertures de composició vertical fent coincidir els massissos amb els punts de suport dels cavalls de la teulada. La façana principal és